# Recordland
Recordland fue una de las cadenas de discotiendas más grandes de Venezuela. Era de Empresas 1BC, que fue la misma propietaria de Radio Caracas Radio y Radio Caracas Televisión (RCTV). Recordland abrió sus puertas en el año 1982 y tuvo en su momento 22 tiendas por todo el territorio nacional venezolano. Hasta 2019 tuvo una sede en Caracas y cerró la sucursal de Sabana Grande, como consecuencia de la crisis económica que atraviesa el país y el auge de las plataformas digitales.